# Microcotyle stenotomi
Microcotyle stenotomi är en plattmaskart. Microcotyle stenotomi ingår i släktet Microcotyle och familjen Microcotylidae. Inga underarter finns listade i Catalogue of Life.